# Flinders Street
De Flinders Street is een straat in Melbourne, Australië. De straat vormt de zuidelijke grens van het Hoddle Grid in het zakendistrict van Melbourne. De straat loopt parallel aan de rivier de Yarra. De straat is vernoemd naar Matthew Flinders.

## Overzicht
Van oost naar west gezien loopt de Flinders Street van het kruispunt met de Spring Street bij de Treasury Gardens naar de Docklands Highway, Docklands.
Enkele bekende plekken aan de Flinders Street zijn de St Paul's Cathedral, de Federation Square en het Flinders Street Station. De City Circle Tram rijdt over de Flinders Street. Andere bekende plekken aan de Flinders Street zijn het Immigration Museum (op de hoek met de William Street), het Melbourne Aquarium (op de hoek met de King Street) en het Batman Park. Op de hoek met de Russell Street bevindt zich het Forum Theatre. Aan de Flinders Street bevindt zich tevens het Sir Charles Hotham Hotel dat ontworpen werd door de architect William Pitt. Op de hoek met de Swanston Street bevindt zich Young and Jackson.
Van 1890 tot 1956 bevond de Melbourne Fish Markets zich aan de Flinders Street. Het gebouw werd in 1956 gesloopt tijdens de voorbereiding van de Olympische Zomerspelen 1956. Het gebouw had drie etages en het was gebouwd in eclectische stijl.

## Foto's

Kruispunt van de Swanston Street en de Flinders Street in 1927 met het Flinders Street Station
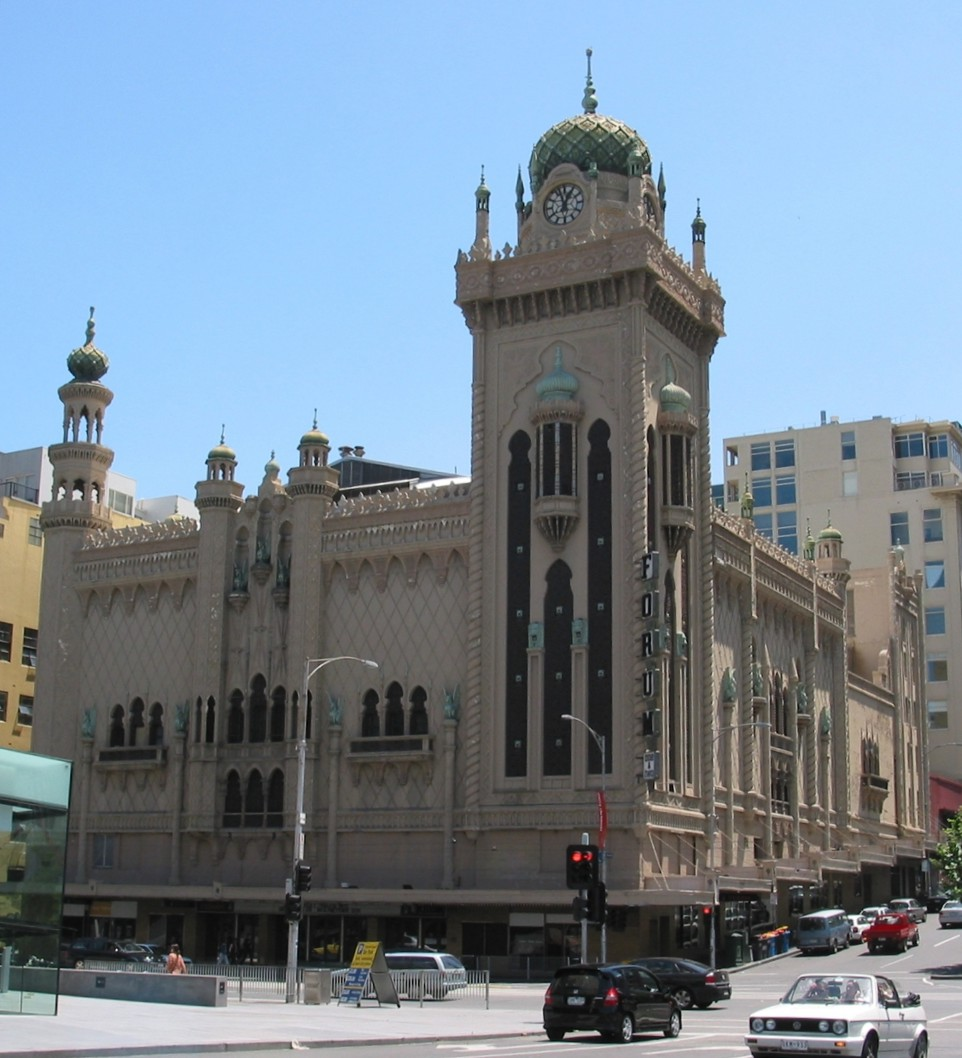
Forum Theater
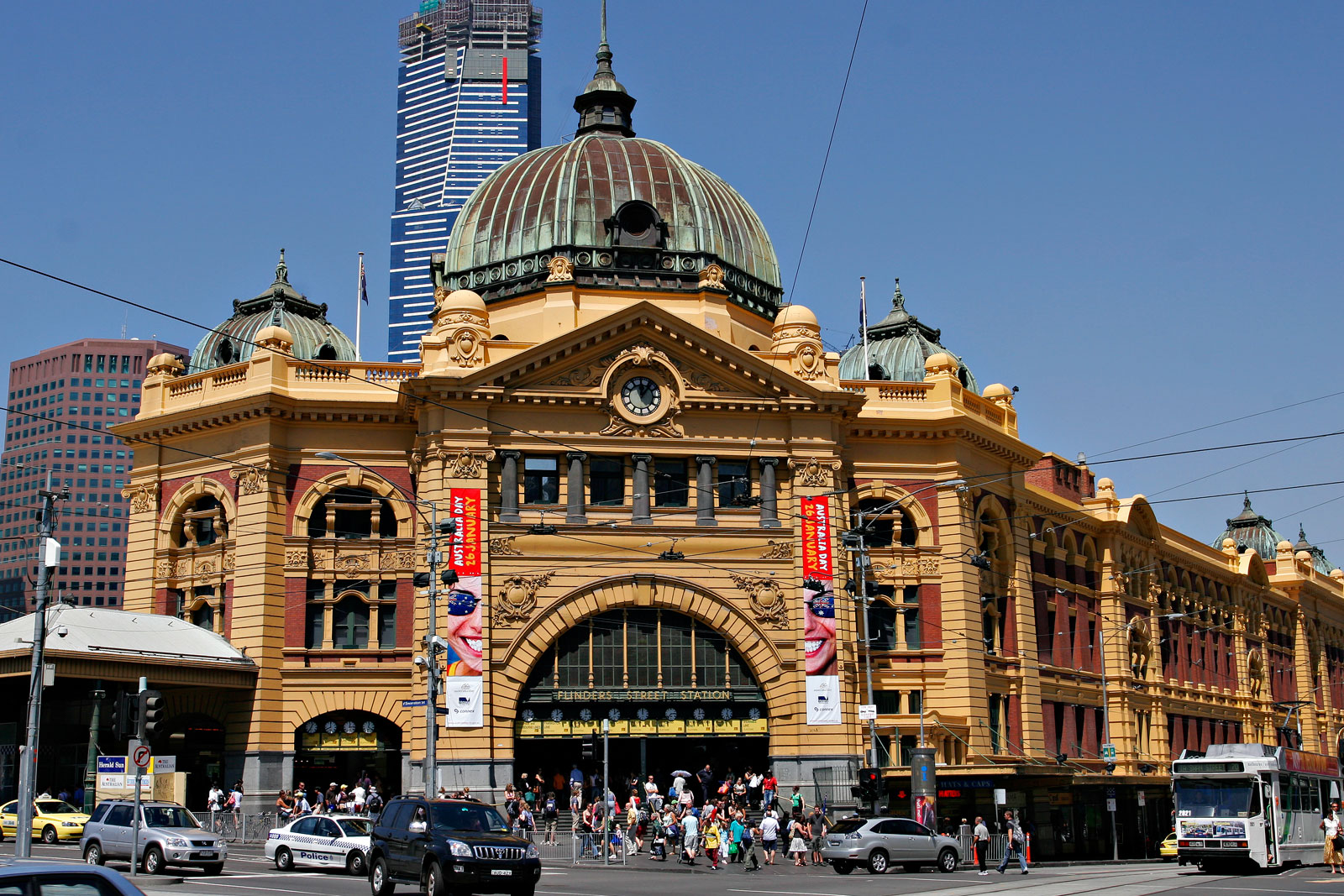
Flinders Street Station
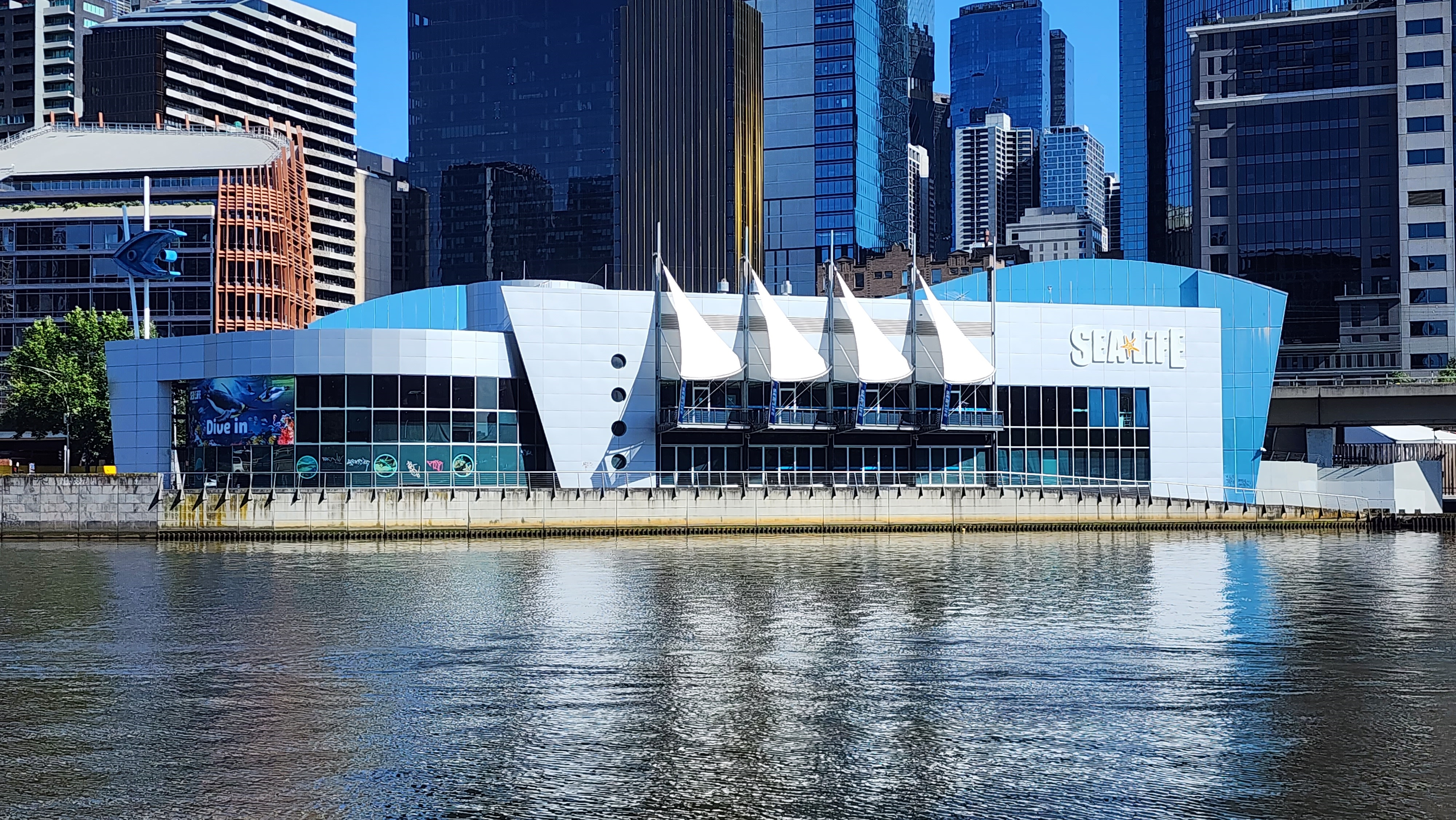
Melbourne Aquarium
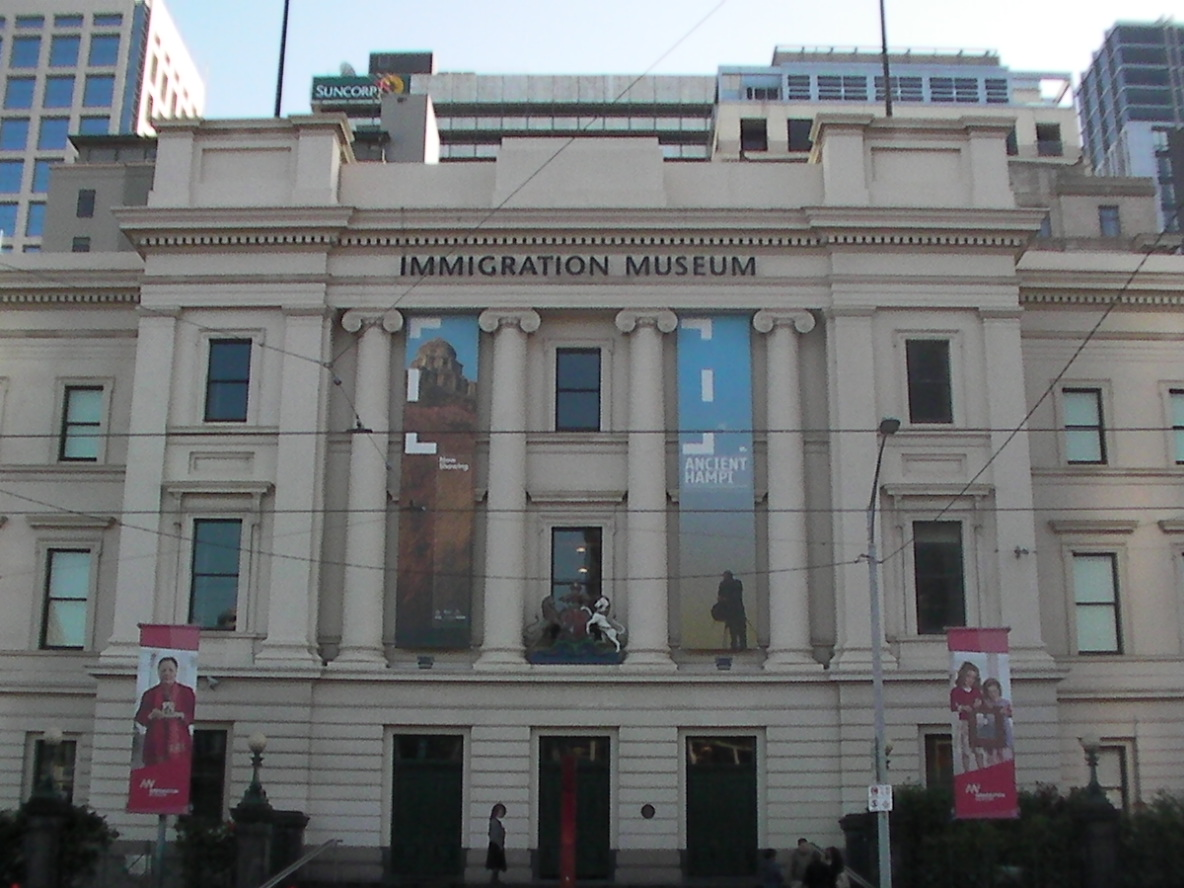
Immigration Museum
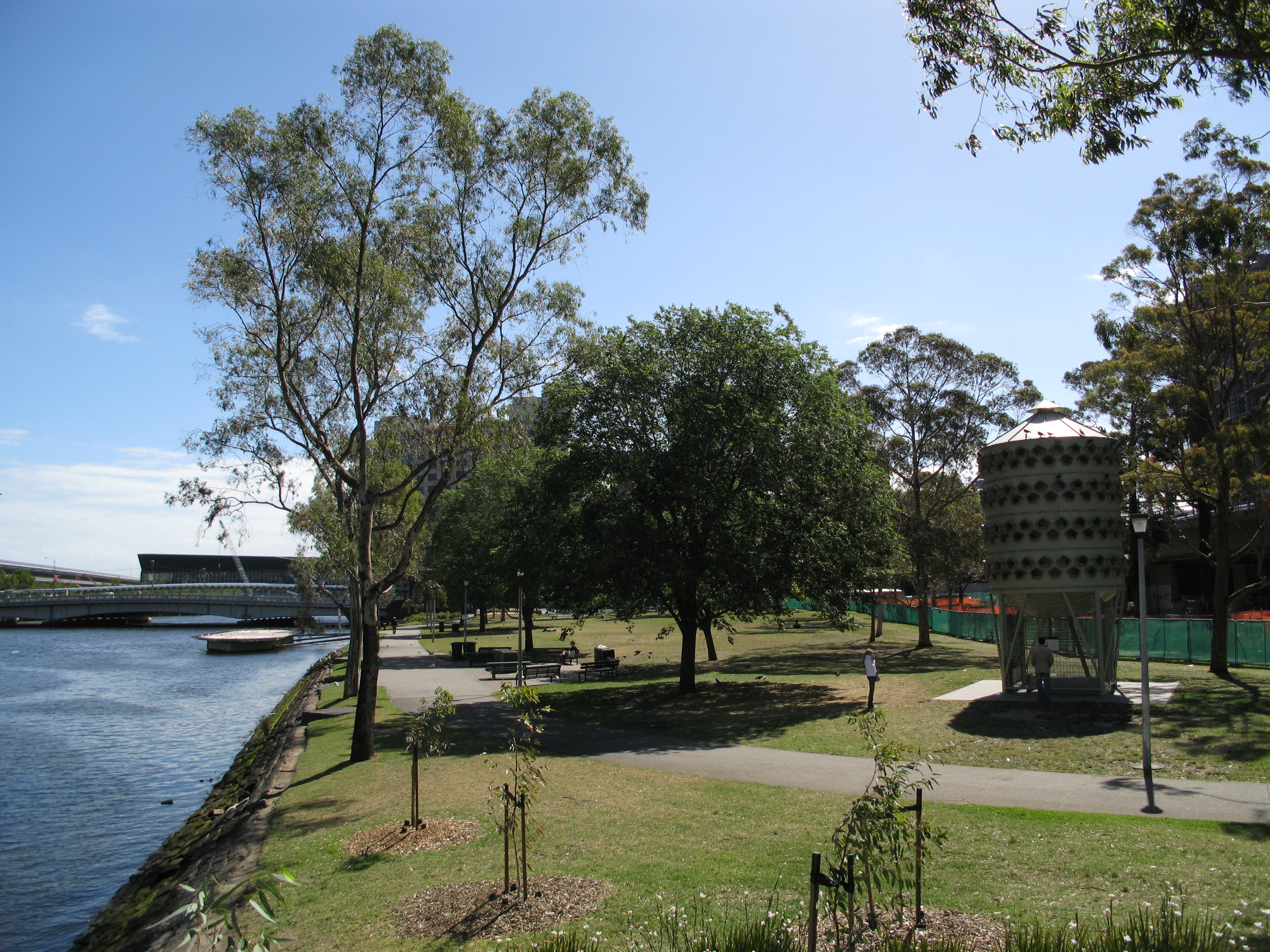
Batman Park
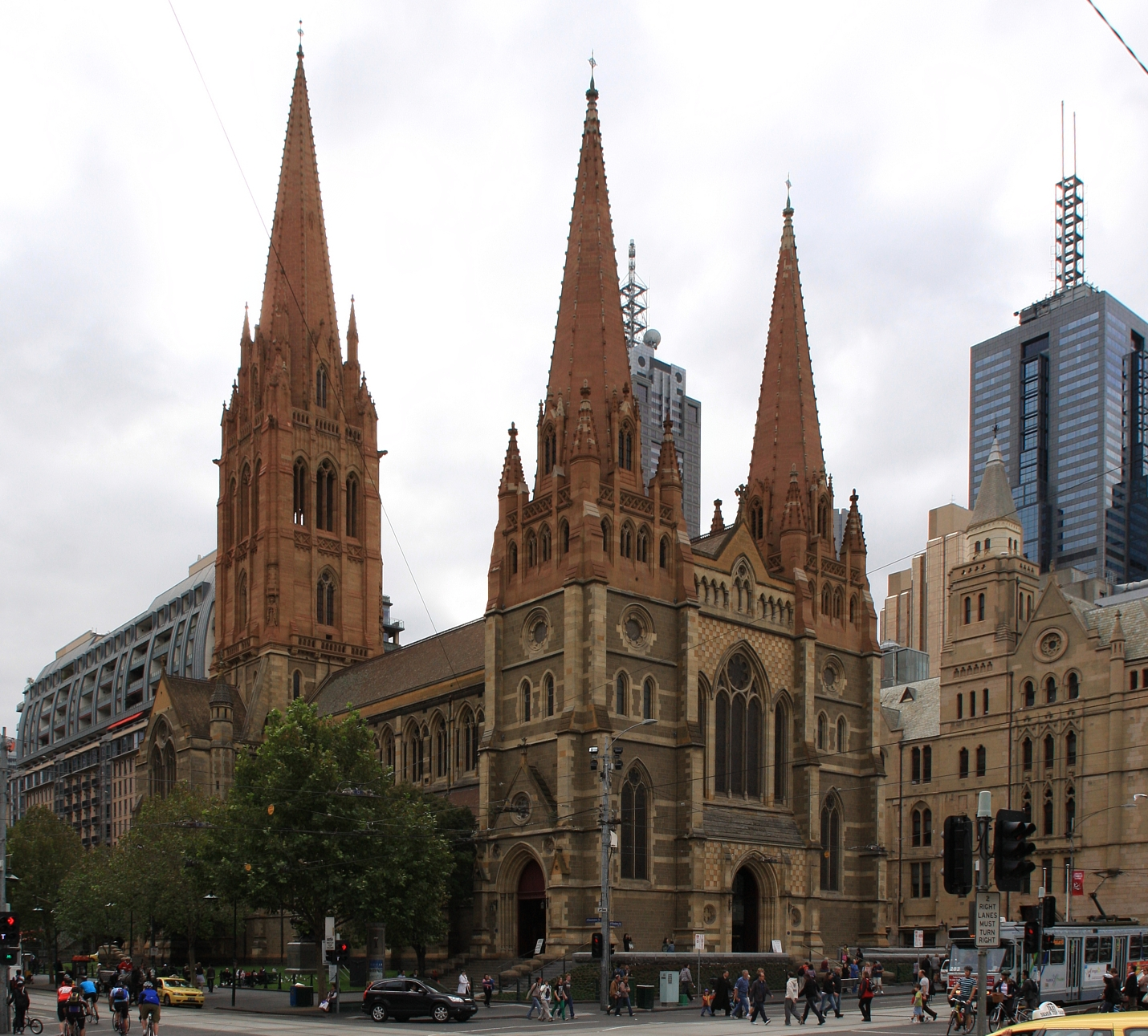
St Paul's Cathedral
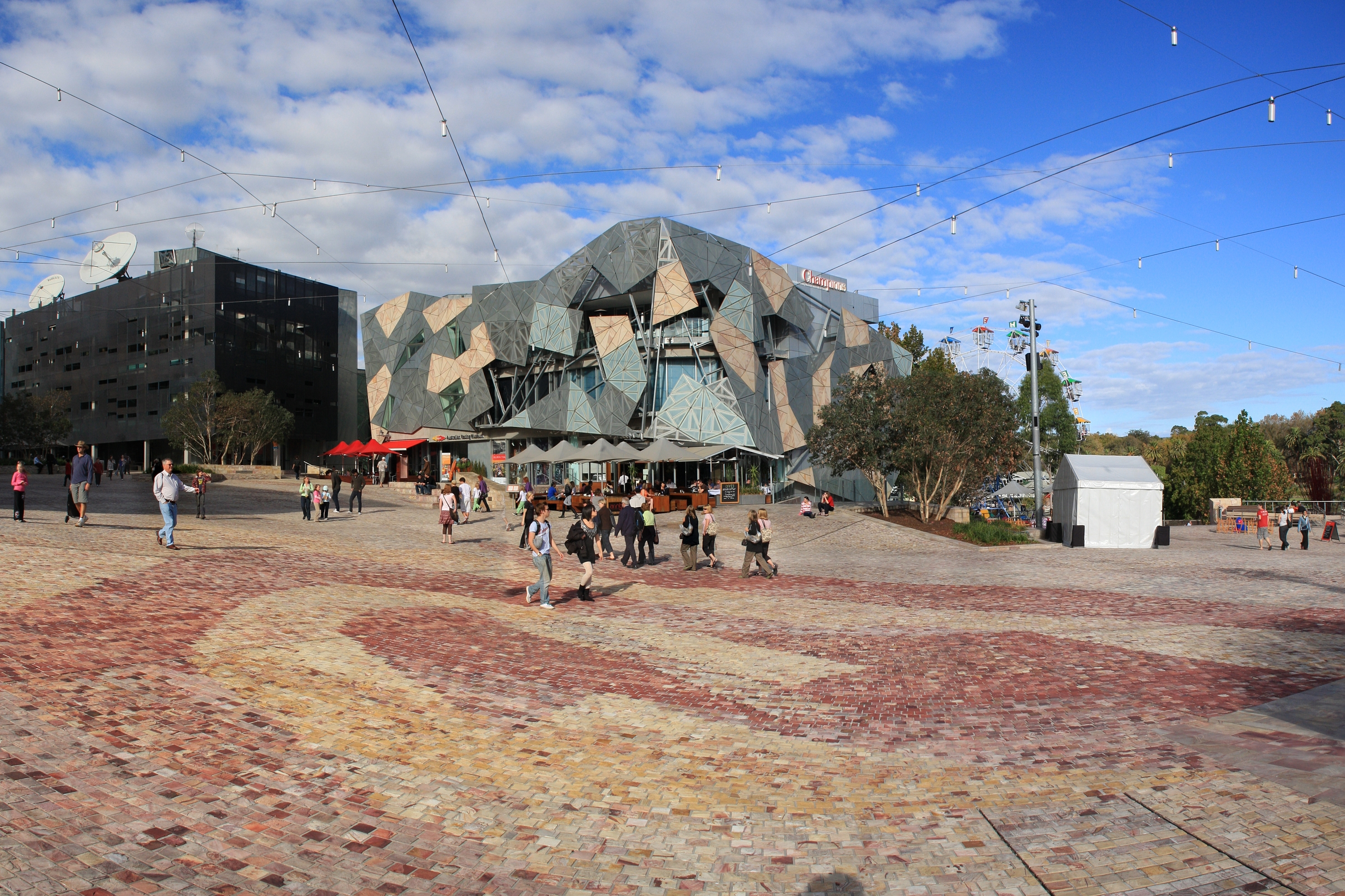
Federation Square
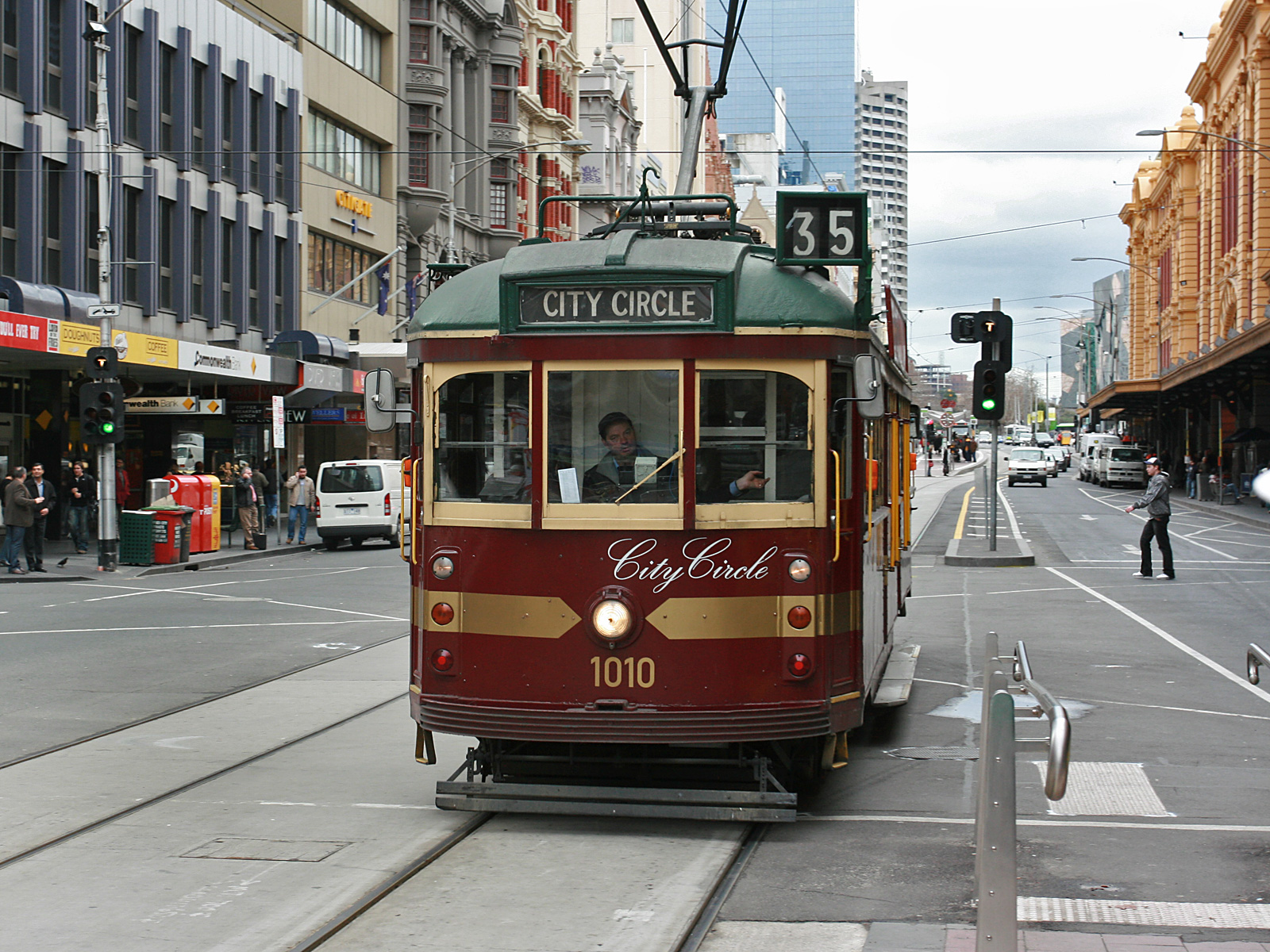
City Circle Tram
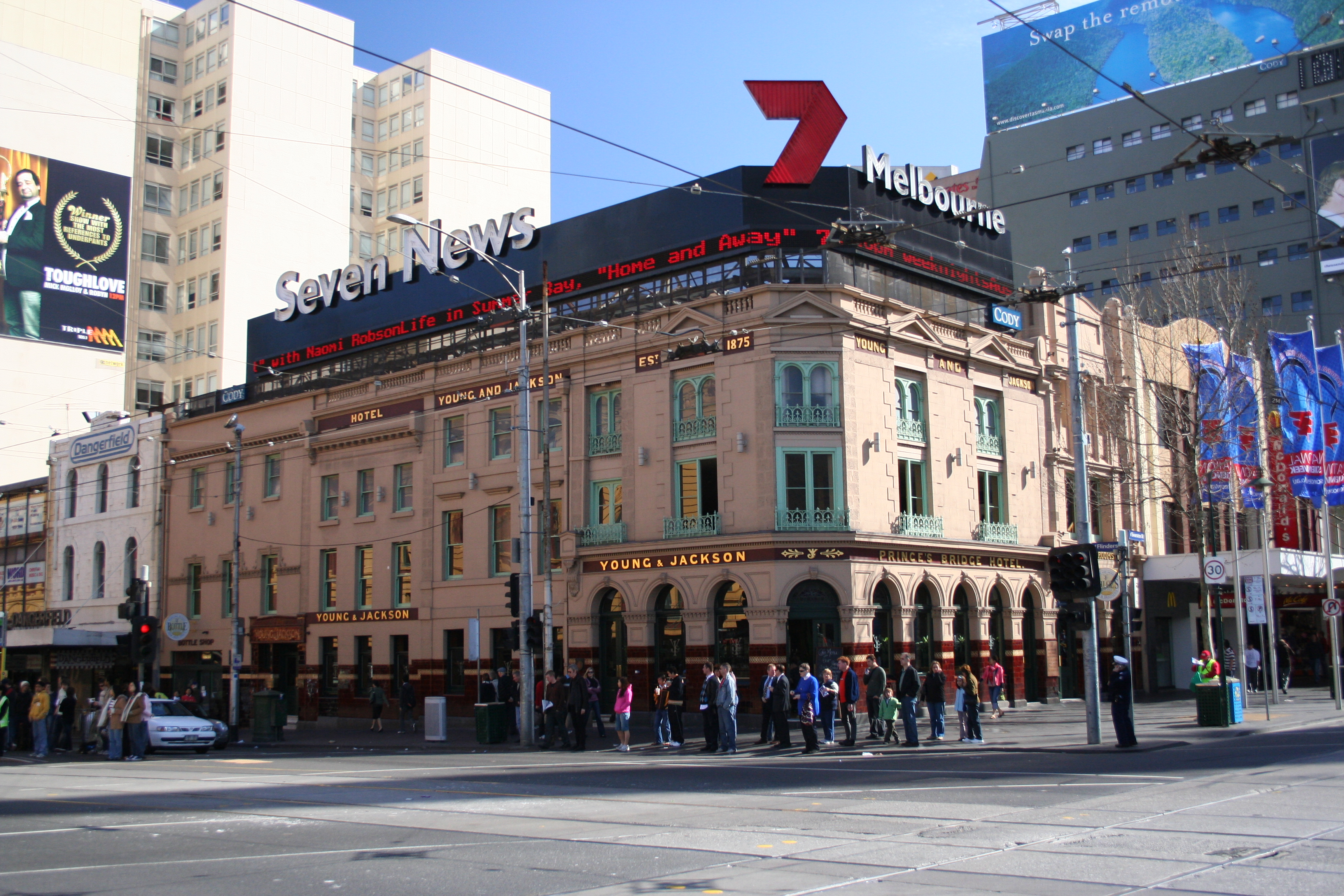
Young and Jackson
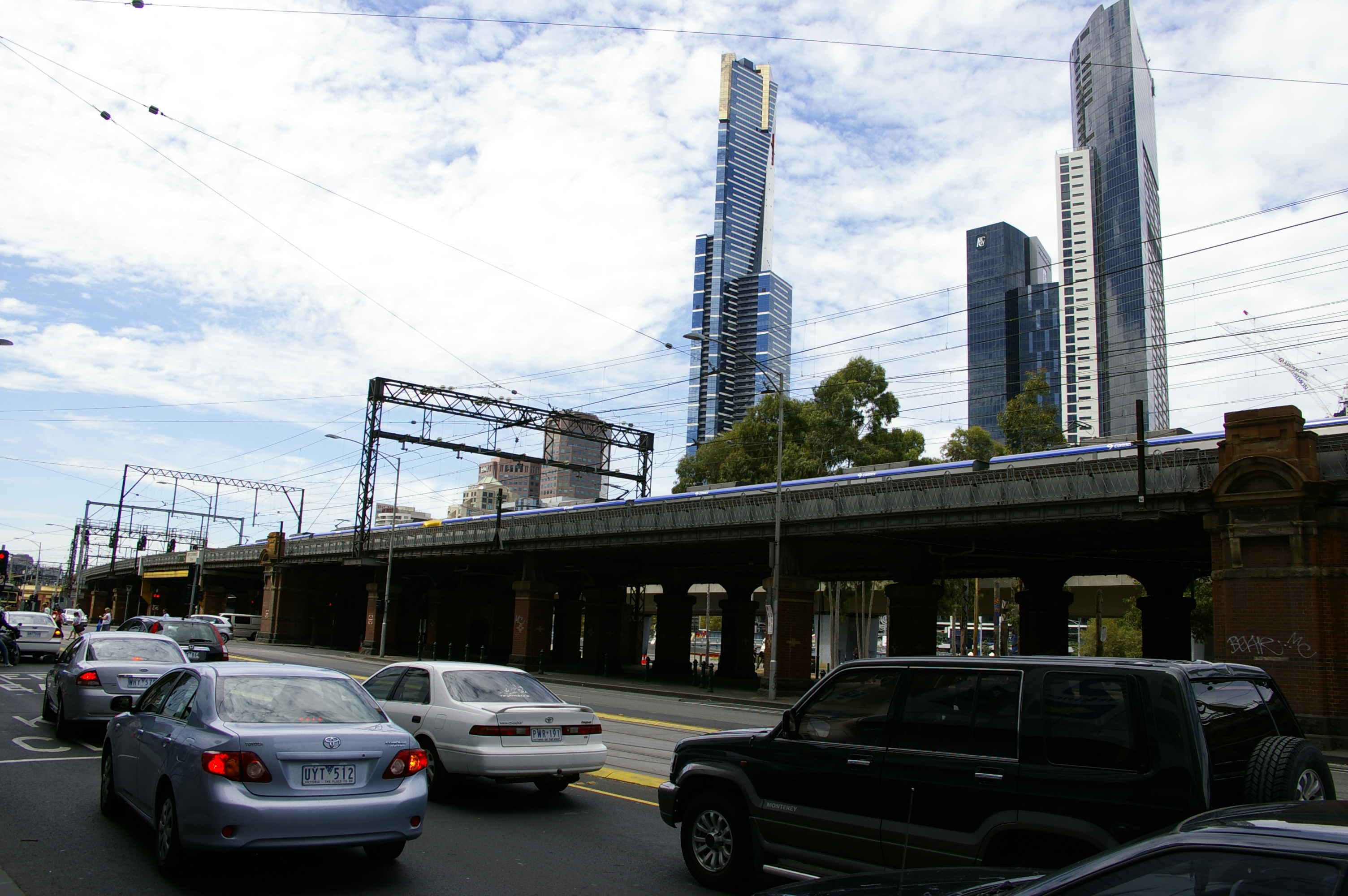
Flinders Street Viaduct